# Sergueï Ignatov (homme politique)
Pour les articles homonymes, voir Sergueï Ignatov.
Sergueï Simeonov Ignatov (en bulgare : Сергей Симеонов Игнатов), né le 6 août 1960 à Vidin, est un homme politique bulgare, membre des Citoyens pour le développement européen de la Bulgarie (GERB). Il est ministre de l'Éducation de la Bulgarie, entre le 19 novembre 2009 et le 6 février 2013.

## Biographie
Diplômé en égyptologie de l'université d'État de Leningrad en 1985, il devient immédiatement professeur à la Nouvelle université bulgare. Il en est désigné président en 2002. Le 13 août 2009, il est nommé vice-ministre de l'Éducation, chargé de l'Enseignement supérieur et de la Science. Il est promu ministre de l'Éducation, de la Jeunesse et de la Science dès le 19 novembre, en remplacement de Jordanka Fandakova. Le 28 janvier 2013, il annonce sa démission après la mise en cause, dans une affaire de conflits d'intérêts, du directeur du Fonds pour la recherche scientifique.